# شارئی رنه بالارد (خواننده)
شارئی رنه بالارد با نام هنری Res، خواننده آمریکایی اهل فیلادلفیا، پنسیلوانیا است. سبک موسیقی او ترکیبی از پاپ مستقل، سول و راک است.

## آهنگ‌شناسی
آلبوم‌های استودیویی
- 2001: How I Do (MCA Records)[۱]
- ۲۰۰۹: سیاه. دختران سنگ! (در حال حاضر در دسترس نیست - فقط ۱۰۰۰ نسخه چاپ شده)
- ۲۰۱۷: بازنشانی (Javotti Media/EOne Records)

همکاری‌ها
- ۲۰۱۱: عادات قلب (با طالب کولی در نقش کشتی جنگی بیکار) (سوابق آهنگر/فونتانا)

تالیفات
- ۲۰۱۰: میکس تیپ روبات‌های پارتی (با طالب کولی در نقش کشتی جنگی بیکار)
- 2011: A Box of Chocolates (فقط دیجیتال، موجود در سایت رسمی Res)

EPs
- 2013: ReFried Mac EP (فقط دیجیتال، Javotti Media/EOne Records)